# Сергеј Гирин
Сергеј Викторович Гирин (рус. Сергей Викторович Гирин; рођен 17. јуна, 1963), Гомел, Белорусија, СССР) је руски филмски глумац.